# Lijst van gemeentelijke monumenten in Delft
De gemeente Delft heeft 827 gemeentelijke monumenten, hieronder een overzicht. Zie ook de rijksmonumenten in Delft.

## Binnenstad
De wijk Binnenstad kent 727 gemeentelijke monumenten, zie de Lijst van gemeentelijke monumenten in Binnenstad.

## Vrijenban
De wijk Vrijenban kent 11 gemeentelijk monument:
| Object | Bouwjaar  | Architect                                | Locatie                                         | Buurt                    | Coördinaten                  | Nr.       | Afbeelding |
| --- | --------- | ---------------------------------------- | ----------------------------------------------- | ------------------------ | ---------------------------- | --------- | --- |
| Complex van de voormalige Van Deventer's Glasfabriek bestaande uit een kantoorpand en drie fabrieksgebouwen, gebouwd in een rationalistische vormentaal met invloeden van art nouveau. | ca. 1910  |                                          | Haagweg 125                                     | Bedrijventerrein Haagweg | 52° 1' 15" NB, 4° 20' 58" OL | 0503/2278 | Complex van de voormalige Van Deventer's Glasfabriek bestaande uit een kantoorpand en drie fabrieksgebouwen, gebouwd in een rationalistische vormentaal met invloeden van art nouveau. |
| Woongebouw met buurtvoorzieningen, in hoofdzaak bestemd voor bejaardenhuisvesting, gebouwd in functionalistische stijl.                                                                | 1951-1959 | S.J. Van Embden i.s.m. M.C. van der Meer | Bieslandsekade 70-204/Hendrick de Keyserweg 4-6 | Heilige Land             | 52° 0' 51" NB, 4° 22' 20" OL | 0503/2221 | Woongebouw met buurtvoorzieningen, in hoofdzaak bestemd voor bejaardenhuisvesting, gebouwd in functionalistische stijl.                                                                |
| Woonhuis Korte, gebouwd in een hoofdzakelijk modernistische vormgeving met enkele decoratieve en meer traditioneel aandoende elementen.                                                | 1953-1954 | F.J.C. Van der Vegt                      | Insulindeweg 1                                  | Indische Buurt-Zuid      | 52° 1' 12" NB, 4° 21' 21" OL | 0503/2223 | Woonhuis Korte, gebouwd in een hoofdzakelijk modernistische vormgeving met enkele decoratieve en meer traditioneel aandoende elementen.                                                |
| Villa Maria, het oorspronkelijke woonhuis van de directeur van het buitengesticht Sint-Joris, gebouwd in neorenaissancestijl.                                                          | 1894      | M.A.C. Hartman                           | Oostsingel 185                                  | Indische Buurt-Zuid      | 52° 1' 11" NB, 4° 21' 27" OL | 0503/1995 | Meer afbeeldingen |
| Herenhuis, deel uitmakend van een complex van vijf singelpanden, gebouwd in eclectische vormentaal.                                                                                    | ca. 1890  |                                          | Oostsingel 51                                   | Koepoort                 | 52° 0' 47" NB, 4° 22' 0" OL  | 0503/2001 | Herenhuis, deel uitmakend van een complex van vijf singelpanden, gebouwd in eclectische vormentaal.                                                                                    |
| Herenhuis, deel uitmakend van een complex van vijf singelpanden, gebouwd in eclectische vormentaal.                                                                                    | ca. 1890  |                                          | Oostsingel 52                                   | Koepoort                 | 52° 0' 47" NB, 4° 22' 0" OL  | 0503/2676 | Herenhuis, deel uitmakend van een complex van vijf singelpanden, gebouwd in eclectische vormentaal.                                                                                    |
| Herenhuis, deel uitmakend van een complex van vijf singelpanden, gebouwd in eclectische vormentaal.                                                                                    | ca. 1890  |                                          | Oostsingel 53                                   | Koepoort                 | 52° 0' 47" NB, 4° 21' 60" OL | 0503/2677 | Herenhuis, deel uitmakend van een complex van vijf singelpanden, gebouwd in eclectische vormentaal.                                                                                    |
| Herenhuis, deel uitmakend van een complex van vijf singelpanden, gebouwd in eclectische vormentaal.                                                                                    | ca. 1890  |                                          | Oostsingel 54                                   | Koepoort                 | 52° 0' 48" NB, 4° 21' 60" OL | 0503/2678 | Herenhuis, deel uitmakend van een complex van vijf singelpanden, gebouwd in eclectische vormentaal.                                                                                    |
| Herenhuis, deel uitmakend van een complex van vijf singelpanden, gebouwd in eclectische vormentaal.                                                                                    | ca. 1890  |                                          | Oostsingel 55                                   | Koepoort                 | 52° 0' 48" NB, 4° 21' 59" OL | 0503/2679 | Herenhuis, deel uitmakend van een complex van vijf singelpanden, gebouwd in eclectische vormentaal.                                                                                    |
| Villa behorend tot oorspronkelijke singelbebouwing, gebouwd in een sterk rationalistisch getinte, sobere Nieuwe Kunst-stijl.                                                           | 1902      |                                          | Oostsingel 123                                  | Koepoort                 | 52° 0' 58" NB, 4° 21' 46" OL | 0503/1994 | Villa behorend tot oorspronkelijke singelbebouwing, gebouwd in een sterk rationalistisch getinte, sobere Nieuwe Kunst-stijl.                                                           |
| Trafohuisje gebouwd in zakelijk expressionistische stijl. | ca. 1930  |                                          | Willem van Aelststraat 3                        | Koepoort                 | 52° 0' 57" NB, 4° 21' 49" OL | 0503/2359 | Trafohuisje gebouwd in zakelijk expressionistische stijl. |

## Hof van Delft
De wijk Hof van Delft kent 46 gemeentelijke monumenten, zie de Lijst van gemeentelijke monumenten in Hof van Delft.

## Voordijkshoorn
De wijk Voordijkshoorn kent 8 gemeentelijke monumenten:
| Object | Bouwjaar  | Architect              | Locatie                                 | Buurt           | Coördinaten                  | Nr.       | Afbeelding |
| --- | --------- | ---------------------- | --------------------------------------- | --------------- | ---------------------------- | --------- | --- |
| Woonhuis in eenvoudige traditionele trant. | 1918      |                        | Dijkshoornseweg 146                     | Den Hoorn       | 52° 0' 31" NB, 4° 19' 35" OL | 0503/2277 | Woonhuis in eenvoudige traditionele trant. |
| Woonhuis van één bouwlaag met mansardedak | 1930      |                        | Dijkshoornseweg 169                     | Den Hoorn       | 52° 0' 30" NB, 4° 19' 34" OL | 0503/1762 | Woonhuis van één bouwlaag met mansardedak |
| Voormalige tuinderswoning uit het tweede kwart van de 18de eeuw. | 1730      |                        | Dijkshoornseweg 171                     | Den Hoorn       | 52° 0' 30" NB, 4° 19' 34" OL | 0503/1763 | Voormalige tuinderswoning uit het tweede kwart van de 18de eeuw. |
| Linker van twee gespiegelde dubbele woonhuizen uit einde van de 19de of het begin van de 20ste eeuw. | 1875-1925 |                        | Dijkshoornseweg 173                     | Den Hoorn       | 52° 0' 31" NB, 4° 19' 33" OL | 0503/1764 | Linker van twee gespiegelde dubbele woonhuizen uit einde van de 19de of het begin van de 20ste eeuw. |
| Rechter van twee gespiegelde dubbele woonhuizen uit einde van de 19de of het begin van de 20ste eeuw. | 1875-1925 |                        | Dijkshoornseweg 175                     | Den Hoorn       | 52° 0' 31" NB, 4° 19' 33" OL | 0503/1765 | Rechter van twee gespiegelde dubbele woonhuizen uit einde van de 19de of het begin van de 20ste eeuw. |
| Woonhuis, gebouwd voor de Delftse aannemer Van Oosten in functionalistische stijl. | 1959      | F.J.C. Van der Vegt    | Van der Dussenweg 12                    | Kuyperwijk-Zuid | 52° 0' 32" NB, 4° 20' 18" OL | 0503/2231 | Meer afbeeldingen |
| Woonhuis Donk-Kaars-Sijpesteijn, in functionalistische stijl gebouwd voor dhr. Donk, hoogleraar interieur aan de TH Delft | 1959-1960 | J. Verster (Amsterdam) | Van der Dussenweg 14                    | Kuyperwijk-Zuid | 52° 0' 32" NB, 4° 20' 16" OL | 0503/2232 | Meer afbeeldingen |
| Complex van de voormalige olieslagerij 'Mercurius', in 1829 ontstaan als windolieslagerij en in 1874 verbouwd tot stoomolieslagerij. Van de windoliemolen resteert het onderste gedeelte van de molenromp. Tegen de achterzijde daarvan is in 1874 een machine-/ketelhuis aangebouwd. Op circa 25 meter oostelijk van de molen bevindt zich een bijbehorend pakhuis uit de tweede helft van de 19de eeuw. De grote loods tussen molenromp en pakhuis is in het midden van de 20ste eeuw ontstaan als vervanging van een oudere loods. | 1829      |                        | Buitenwatersloot 411, Oliemolen 2,4,6,8 | Molenbuurt      | 52° 0' 4" NB, 4° 20' 12" OL  | 0503/1842 | Complex van de voormalige olieslagerij 'Mercurius', in 1829 ontstaan als windolieslagerij en in 1874 verbouwd tot stoomolieslagerij. Van de windoliemolen resteert het onderste gedeelte van de molenromp. Tegen de achterzijde daarvan is in 1874 een machine-/ketelhuis aangebouwd. Op circa 25 meter oostelijk van de molen bevindt zich een bijbehorend pakhuis uit de tweede helft van de 19de eeuw. De grote loods tussen molenromp en pakhuis is in het midden van de 20ste eeuw ontstaan als vervanging van een oudere loods. |

## Delftse Hout
De wijk Delftse Hout kent 5 gemeentelijke monumenten:
| Object | Bouwjaar  | Architect           | Locatie           | Buurt         | Coördinaten                  | Nr.       | Afbeelding |
| --- | --------- | ------------------- | ----------------- | ------------- | ---------------------------- | --------- | --- |
| Schutsluis met sluiswachterswoning in de Tweemolentjesvaart ter plaatse van de vroegere tegenover elkaar geplaatste Nootdorpse molens.                                                                       | 1930-1939 |                     | Aan 't Verlaat 40 | Sint Joris    | 52° 1' 15" NB, 4° 21' 55" OL | 0503/1896 | Schutsluis met sluiswachterswoning in de Tweemolentjesvaart ter plaatse van de vroegere tegenover elkaar geplaatste Nootdorpse molens.                                                                       |
| Oorspronkelijk gemaal van de Polder van Nootdorp, gebouwd in eenvoudige, utilitaire vormen. | 1840-1844 |                     | Aan 't Verlaat 41 | De Bras       | 52° 1' 22" NB, 4° 22' 11" OL | 0503/2251 | Oorspronkelijk gemaal van de Polder van Nootdorp, gebouwd in eenvoudige, utilitaire vormen. |
| Sporttribune, gebouwd voor de Delftse voetbalclub DHC volgens een standaardsysteem van het bedrijf Elascon                                                                                                   | 1959-1960 | ir. J. Van Stockkum | Sportring 2       | De Bras       | 52° 1' 38" NB, 4° 21' 58" OL | 0503/2230 | Meer afbeeldingen |
| Boerderij met een waarschijnlijk zeventiende- of achttiende-eeuwse kern, van een nieuw bedrijfsdeel voorzien in 1953.                                                                                        | 1600-1800 |                     | Klein Delfgauw 57 | De Grote Plas | 52° 1' 8" NB, 4° 23' 21" OL  | 0503/2667 | Meer afbeeldingen |
| Molenromp van de voormalige Bieslandse molen en bijbehorend zomerhuisje. Waarschijnlijk oorspronkelijk gebouwd in de zestiende of zeventiende eeuw, sindsdien vele malen verbouwd. Nu in gebruik als woning. | 1500-1700 |                     | Korftlaan 1       | De Grote Plas | 52° 0' 56" NB, 4° 22' 26" OL | 0503/2295 | Molenromp van de voormalige Bieslandse molen en bijbehorend zomerhuisje. Waarschijnlijk oorspronkelijk gebouwd in de zestiende of zeventiende eeuw, sindsdien vele malen verbouwd. Nu in gebruik als woning. |

## Voorhof
De wijk Voorhof kent 2 gemeentelijk monument:
| Object | Bouwjaar  | Architect             | Locatie                                     | Buurt             | Coördinaten                   | Nr.       | Afbeelding |
| --- | --------- | --------------------- | ------------------------------------------- | ----------------- | ----------------------------- | --------- | --- |
| Voormalig bijkantoor van de Algemene Bank Nederland bestemd voor de zuidwestelijke nieuwbouwwijken van Delft in functionalistische stijl.      | 1966-1969 | A.J.H.M. Haak (Delft) | Papsouwselaan 295                           | Mythologiebuurt   | 51° 59' 49" NB, 4° 21' 21" OL | 0503/2227 | Voormalig bijkantoor van de Algemene Bank Nederland bestemd voor de zuidwestelijke nieuwbouwwijken van Delft in functionalistische stijl.      |
| Marcuskerk, kerk van de Hervormde gemeente Delft in hoofdzakelijk modernistische vormgeving met op onderdelen meer expressionistisch karakter. | 1965-1968 | H.W.M. Hupkes         | Roland Holstlaan 755, Menno ter Braaklaan 2 | Roland Holstbuurt | 51° 59' 41" NB, 4° 21' 16" OL | 0503/1976 | Marcuskerk, kerk van de Hervormde gemeente Delft in hoofdzakelijk modernistische vormgeving met op onderdelen meer expressionistisch karakter. |

## Schieweg
De wijk Schieweg kent 2 gemeentelijke monumenten in de buurt Schieweg-Polder:
| Object | Bouwjaar | Architect     | Locatie      | Buurt                         | Coördinaten | Nr. | Afbeelding |
| --- | -------- | ------------- | ------------ | ----------------------------- | ----------- | --- | ---------- |
| Boerderij, in stijl gebouwd met enkele kenmerken van neorenaissance en Chaletstijl.                                                                         | 1892     |               | Schieweg 148 | 51° 58' 45" NB, 4° 22' 49" OL | 0503/2327   | Meer afbeeldingen |            |
| Voormalig stoomgemaal Landbouws Welvaren, in neoclassicistische stijl gebouwd als vervanging van een windmolen ter bemaling van de Lage Abtwoudsche polder. | 1868     | P.A. Korevaar | Schieweg 160 | 51° 58' 33" NB, 4° 22' 59" OL | 0503/1887   | Voormalig stoomgemaal Landbouws Welvaren, in neoclassicistische stijl gebouwd als vervanging van een windmolen ter bemaling van de Lage Abtwoudsche polder. |            |

## Wippolder
De wijk Wippolder kent 24 gemeentelijke monumenten, zie de Lijst van gemeentelijke monumenten in Wippolder.

## Ruiven
De wijk Ruiven kent 3 gemeentelijk monument:
| Object | Bouwjaar  | Architect         | Locatie                       | Buurt                                | Coördinaten                   | Nr.       | Afbeelding |
| --- | --------- | ----------------- | ----------------------------- | ------------------------------------ | ----------------------------- | --------- | --- |
| De Abtswoudse Hoeve. Boerderij met een vroeg-zeventiende-eeuws woongedeelte met aangebouwde opkamer, in later eeuwen stapsgewijs verbouwd en vergroot. Boerderij met een rijke bouwgeschiedenis en detaillering, met name wat betreft het interieur. | 1600-1699 |                   | Rotterdamseweg 213-215        | Ackersdijk                           | 51° 58' 43" NB, 4° 23' 18" OL | 0503/2317 | Upload foto |
| Dubbel woonhuis ontworpen in traditionalistische ('Delftse School') stijl, gebouwd in opdracht van P.M.S. Hoeke, die toen eigenaar was van verschillende nabijgelegen bedrijven.                                                                     | 1950-1951 | G. Gebben (Delft) | Rotterdamseweg 374a en 374b   | Bedrijventerrein Rotterdamseweg-Zuid | 51° 59' 28" NB, 4° 22' 24" OL | 0503/2229 | Dubbel woonhuis ontworpen in traditionalistische ('Delftse School') stijl, gebouwd in opdracht van P.M.S. Hoeke, die toen eigenaar was van verschillende nabijgelegen bedrijven. |
| Fabrieksschoorsteen, traditioneel vormgegeven | 1900      |                   | Rotterdamseweg bij 394 en 396 | Bedrijventerrein Rotterdamseweg-Zuid | 51° 59' 10" NB, 4° 22' 35" OL | 0503/1821 | Fabrieksschoorsteen, traditioneel vormgegeven |

## Bedrijventerrein Wateringseweg
De buurt Bedrijventerrein Wateringseweg kent 6 gemeentelijke monumenten:
| Object | Bouwjaar   | Architect | Locatie                  | Coördinaten                 | Nr.       | Afbeelding |
| --- | ---------- | --------- | ------------------------ | --------------------------- | --------- | --- |
| Grondstoffenloods friso, DSM-objectcode 003 | 1938-1939  |           | Alexander Fleminglaan 3  | 52° 1' 7" NB, 4° 20' 60" OL | 0503/1830 | Grondstoffenloods friso, DSM-objectcode 003 |
| Laboratorium oost, DSM-objectbode 010 | 1929-1941  |           | Alexander Fleminglaan 10 | 52° 1' 4" NB, 4° 21' 1" OL  | 0503/1832 | Upload foto |
| Fabrieksgebouw (het noordelijk gedeelte van fabriek C, DSM-objectcode C-014) | 1928       | V. Jockin | Alexander Fleminglaan 14 | 52° 1' 6" NB, 4° 20' 58" OL | 0503/1833 | Fabrieksgebouw (het noordelijk gedeelte van fabriek C, DSM-objectcode C-014) |
| Oude ingang aan Noordelijke Avenue, DSM-objectcode 018 | 1931       |           | Alexander Fleminglaan 18 | 52° 1' 2" NB, 4° 21' 1" OL  | 0503/1831 | Oude ingang aan Noordelijke Avenue, DSM-objectcode 018 |
| Eletriciteitscentrale, gebouwd in ten behoeve van de algehele elektrificatie van de fabriek. Onderdeel van het complex dat zijn oorsprong heeft in de Koninklijke Nederlandsche Gist- en Spiritusfabriek | 1908-1910  |           | Alexander Fleminglaan 21 | 52° 1' 2" NB, 4° 20' 59" OL | 0503/1834 | Eletriciteitscentrale, gebouwd in ten behoeve van de algehele elektrificatie van de fabriek. Onderdeel van het complex dat zijn oorsprong heeft in de Koninklijke Nederlandsche Gist- en Spiritusfabriek |
| Taplokaal, ontstaan in het laatste kwart van de 19de eeuw, waarschijnlijk circa 1880, en achtereenvolgens uitgebreid in 1903-1904, 1912 en 1929-1931.                                                    | circa 1880 |           | Alexander Fleminglaan 80 | 52° 0' 60" NB, 4° 21' 1" OL | 0503/1829 | Taplokaal, ontstaan in het laatste kwart van de 19de eeuw, waarschijnlijk circa 1880, en achtereenvolgens uitgebreid in 1903-1904, 1912 en 1929-1931.                                                    |

## Buitenhof
De buurt Buitenhof kent 8 gemeentelijke monumenten:
| Object          | Bouwjaar  | Architect          | Locatie          | Coördinaten                   | Nr.   | Afbeelding        |
| --------------- | --------- | ------------------ | ---------------- | ----------------------------- | ----- | ----------------- |
| Diagoonwoningen | 1967-1991 | Herman Hertzberger | Gebbenlaan 32-39 | 51° 59' 19" NB, 4° 20' 31" OL | 0503/ | Meer afbeeldingen |